# Municipio de Wolverton
El municipio de Wolverton (en inglés: Wolverton Township) es un municipio ubicado en el condado de Wilkin en el estado estadounidense de Minnesota. En el año 2010 tenía una población de 128 habitantes y una densidad poblacional de 1,66 personas por km².

## Geografía
El municipio de Wolverton se encuentra ubicado en las coordenadas 46°35′26″N 96°42′33″O / 46.59056, -96.70917. Según la Oficina del Censo de los Estados Unidos, el municipio tiene una superficie total de 77.03 km², de la cual 77,03 km² corresponden a tierra firme y (0 %) 0 km² es agua.

## Demografía
Según el censo de 2010, había 128 personas residiendo en el municipio de Wolverton. La densidad de población era de 1,66 hab./km². De los 128 habitantes, el municipio de Wolverton estaba compuesto por el 100 % blancos. Del total de la población el 0 % eran hispanos o latinos de cualquier raza.